# Чисхолм, Ширли
Ширли Анита Чисхолм, также Ше́рли Чи́зем (англ. Shirley Anita St. Hill Chisholm, 30 ноября 1924, Бруклин — 1 января 2005, Ормонд-Бич) — американский политик, кандидат в президенты США на выборах 1972 года.

## Биография
Ширли Анита Сент-Хилл, в замужестве взявшая фамилию Чисхолм (Чизем), родилась в 1924 году в Бруклине, Нью-Йорк. В 1946 году окончила Бруклинский колледж, получив степень бакалавра искусств, а в 1952 году ей была присвоена степень магистра искусств Колумбийского университета. В 1968 году она стала первой темнокожей женщиной, избранной в Конгресс США. Чисхолм работала в Конгрессе на протяжении семи сроков с 1969 по 1983 год. В 1972 году она выдвигала свою кандидатуру на пост президента Соединённых Штатов от Демократической партии, став первой женщиной и представителем афроамериканского сообщества, выдвигавшейся на эту роль в Демократической партии. Является автором двух книг.
Скончалась 1 января 2005 года во Флориде в возрасте 80 лет. Она похоронена в мавзолее Бёрчвуд на кладбище Форест-Лон в Буффало, где надпись на её склепе гласит: «Не купленная и не проданная».

## Память
- Была представлена на коллекционных карточках Supersisters.
- В январе 2018 года губернатор Эндрю Куомо объявил о своем намерении создать парк в Нью-Йорке, площадью 407 акров (165 га) вдоль береговой линии бухты Джамейка. В сентябре того года парку было присвоено имя Чисхолм[9][10]. Парк открылся для публики 2 июля 2019 года[11]. Он стал крупнейшим парком штата в городе[10].
- Мемориальный памятник Чисхолм планируется установить у входа в Проспект-парк в Бруклине у станции метро «Парксайд-авеню», разработанный Амандой Уильямс[англ.] и Олалеканом Джейифусом[12][13].
- В 2021 году член Сената Нью-Йорка Шон Райан поддержал инициативу создать скульптуру Чисхолм на месте её погребения[14]. В 2022 году в ходе конкурса был представлен проект Джулии Боттомс[15].